# Морфологија (лингвистика)
Морфологија је део лингвистике који проучава унутрашњу структуру речи. (Речи као јединица у лексикону се проучавају у оквиру лексикологије). Док се речи уопште прихватају (са клитикама) као најмање синтаксичке јединице, јасно је да у многим (ако не свим) језицима, речи могу бити повезане са другим речима по неким правилима. Нпр., говорник српског језика види уску повезаност између речи “ловац”, “ловина” и “ловочувар”. Српски говорник, такође, примећује да се ови односи могу формулисати као правила која се онда примењују на велики, веома велики број речи. Ловац наспрам ловци је исто што и шума наспрам шуме, или енциклопедија наспрам енциклопедије; ловац наспрам ловочувар је исто што и брава наспрам бравар. Правило у првом случају је формирање множине, а у другом творба речи помоћу творбених морфема. Ови односи осликавају специфична правила по којима се речи праве од мањих јединица, и како те мање јединице саделују у говору. На овај начин морфологија проучава та правила.

### Историјат
Морфолошка анализа датира од античке индијског лингвисте Пањинија који је формулисао 3.959 правила санскритске морфологије у тексту AStadhyayi користећи “саставну граматику.” Грчко-романска граматичка традиција такође је користила морфолошке анализе.

## Основни концепти

### Лексеме и облици речи
Термин “реч” је широк и широке употребе. Да се вратимо на пример ловац наспрам ловци. На један начин, ово су две исте речи (означавају човека који се бави ловом, разлика је само у броју, тј. множини), али су исто тако на један начин и различите (не можете их употребити у истим реченицама а да не промените остале речи како бисте их уклопили, нпр.: глагол “јесам” у реченицама “Ловац је задовољан” и “Ловци су задовољни”).
Разлика између ова два значења “речи” је стално под питањем и главна је у морфологији. Прво значење речи “реч”, оно које је ловац и ловци иста реч, зове се лексема. Оно друго зове се облик речи. Каже се да су ловац и ловци два облика исте речи, исте лексеме. Ловац и ловочувар су, на другој страни, две различите лексеме. Нпр., односе се на различите ентитете. Облик речи који се у зависности од ситуације бира зове се лема, или citation form.

### Прозодијски облик речи наспрам морфолошког
Постоји још једна компликација при коришћењу термина “реч” у лингвистици: морфолошка реч не одговара увек прозодијској речи (која се често зове фонолошка реч). Овај проблем захтева разликовање између врста речи. За скоро све језике, урођена граматичка традиција и модерна лингвистика препознају/разликују лексеме које припадају различитим лексичким класама, као што су “именица” или “глагол”.
Неки језици садрже, као енглески, облике као што је he’s. He’s комбинује глагол и заменицу, а то није постојећи члан неке категорије. He’s није морфолошка категорија речи, па ипак задржава право да буде фонолошка реч. Апостроф “s” је аломорф облика “is” глагола “to be” у енклитичком споју претходној заменици.
Ево још неких примера из других језика који осликавају немогућност подударања фонолошког и морфолошког облика речи. На латинском, један од начина да се изрази спој “именска синтагма 1 и именска синтагма 2” (као у “јабуке и наранџе”) је да се суфиксира са ‘-que’ друга од две именске синтагме/именске речи: “јабуке наранџе-и” где “que=и”. Екстремни ниво овог проблема представљају неке фонолошке речи из Кваквала језика. На Кваквала, као и у другим језицима, односно значење између именица, укључујући значење посесије и “семантички случај”, формулисани су афиксима уместо независним речима. Енглеска фраза од три речи, “with his club”, где “with” идентификује своју односну именску реч као инструмент а “his” означава однос посесије, састојала би се од две или једне речи у другим језицима. Али афиксација у семантичким односима у Кваквала разликује се драматично од афиксације у другим језицима: афикси се фонолошки не везују за лексеме на које се семантички односе, него на претходне лексеме.

### Додатне поруке
1. вршилац-детерминатор означава ентитет на коме се нешто ради
2. детерминатори су речи као “the”, “this”, “that”.
3. концепт основног детерминатора је теоријски конструкт који није релевантан за дискусију.

Тако ова фраза Кваквала не садржи облике као “him-the-otter” или “with-his-club”, неки маркери –i-da (PIVOT- “the”) који се односе на човека везују се за глагол, а маркери –x-a (ACCUSATIVE- „the”) који се односе на “видра” везују се за човека.

### Флексија наспрам творбе речи
Могуће је разликовати два основна морфолошка процеса. Неки од тих процеса односе се на различите облике исте лексеме, док се друга правила односе на две различите лексеме. Процеси прве врсте зову се флексија, а друге деривација. Српска множина, илустрована у примеру „ловац“ и „ловци“, представља флексију. Облик као „ловочувар“ јесте пример деривације или творбе речи. Разлика је у томе што у првом случају имамо различите облике исте речи, а у другом добијамо нову реч.

Постоји даља дистинкција између више врста творбе речи: 1. слагање или композиција – творба речи помоћу срастања двеју или више посебних речи, односно њихових творбених основа у једну реч (нпр.: југ+о+исток = југоисток); 2. извођење (деривација у ужем смислу)представља примере суфиксације постојеће лексеме. Пример: поштапа + лица = поштапалица; 3. префиксација је додавање префикса на творбену основу: не + основано = неосновано; 4. комбинована творба је настанак нове речи додавањем и префикса и суфикса: до + колен + ица = доколеница; 5. претварање (конверзија) јесте процес промене врсте речи без додавања творбених афикса: добро (именица од придева), Дивна (именица од придева), пут (предлог од именице), летећи (придев од глагола).

### Парадигме и морфосинтакса
Парадигма је комплетан сет повезаних облика речи дате лексеме. Познати примери парадигми јесу конјугације глагола и деклинације именица. Парадигма може бити подељена у табеле по колонама која одговара свакој појединачној флективној категорији. Нпр, личне заменице у српском могу бити организоване у табеле по категоријама: лице, број, род и падеж. Непроменљиве категорије коришћене за групацију облика речи у парадигми не могу бити изабрани отприлике, то морају бити категорије релевантне у односима датог језика. Нпр., лице и број су категорије које могу бити коришћене у парадигмама у српском језику, зато што он има правило које захтева да се глагол у реченици појави у облику који одговара лицу и броју субјекта. Другим речима синтаксичка правила брину у српском о разлици између ловац и ловци, зато што овај облик одређује у ком ће облику бити глагол. Али за разлику од овог нема синтаксичког правила које контролише разлику ловац и ловочувар, зато што су обе именице и понашају се као било које именице.
Важна разлика између облика лексеме и сложенице је то да променљиви облици речи бивају организовани у парадигме, које су дефинисане захтевима синтаксичких правила, а правила сложеница нису ограничена одговарајућим захтевима синтаксе. Стога су деривација и флективни облици речи важни за парадигму, а слагање и сложенице нису. Део морфологије који покрива односе између синтаксе и морфологије зове се морфосинтакса и брине се променама и парадигмом, не и деривацијом у ширем смислу, па ни слагањем.

### Аломорфи
У енглеском језику морфолошка правила описана су аналогијом између облика: dog-dogs као cat-cats и dish-dishes. У овом случају аналогија се односи на форму и на значење речи, прва значи “један од х” а друга “два или више од х”, и разлика је увек облик множине са суфиксом -s на другој речи, сигналишући кључну разлику између једнине и множине.
Један од највећих извора сложености у морфологији је овакав један на један однос између облика и значења који није увек применљив на све облике у овом језику. У енглеском имамо парове ox/oxen, goose/geese, sheep/sheep, где је разлика између једнине и множине сигналисана на начин који се разликује од регуларне шеме, или уопште није сигналисан. Чак и случајеви са-s који се сматрају “регуларним” нису тако једноставни: -s у dogs не изговара се на исти начин као –s у cats, и у плуралу као dishes, где се појављује “додатни” вокал испред –s. Ови случајеви, где је иста дистинкција учињена алтернативним облицима “речи”, зове се аломорфија.
Фонолошка правила регулишу који глас се може појавити после ког у језику, а морфолошка правила, ако би се примењивала лепо, би често нарушавала фонолошка правила. Нпр., облик регуларне множине од dish је dish+s= dishs што није дозвољено фонотактиком у енглеском. Да би “спасио” реч вокал се убацује. Слична правила се примењују и код примера dogs и cats, тј. разликују се по звучности/безвучности финалне фонеме.

### Лексичка морфологија
Лексичка морфологија је грана морфологије која се бави речником, који морфолошки гледан, представља колекцију лексема у језику. Као таква, брине се примарно о деривацији (у ужем смислу) и слагању.

## Модели (облици) морфологије
Постоје три принципална приступа морфологији, где сваки покушава да уочи разлике споменуте изнад на више начина. То су:
1. базирање на морфемама, која користи јединица -и- слагање (сложеност).
2. базирање на лексемама, која користи јединица -и- процес
3. базирање на речима, која користи реч -и- парадигма приступ.

### Морфологија базирана на морфемама
Овде се облици речи анализирани као склоп морфема. А морфеме као минималне смисаоне јединице језика. У речи independently, видимо да су морфеме in-, depend, -ent, -ly; depend је корен а остале морфеме, у овом случају, деривациони афикси. У речи dogs, ово dog је корен, а –s је инфлективна морфема.
Овакав приступ је први који почетници у морфологији примењују најчешће. Применљива и присутна до тог нивоа да се мисли да је морфолошко проучавање недовољно без морфема. Анализирање речи као секвенци морфема је један од начина у морфологији, али не и једини. Данас ово није доминантан приступ.

### Морфологија базирана на лексемама
Уместо анализирања облика речи као састављеног од морфема, облик речи је резултат примењивања правила која мењају облик речи како би произвели нови. Деклинационо, флективно правило захвата корен, у овом случају, основни облик и ствара облике речи; деривационо правило ствара деривате, правило слагања ствара сложенице, односно систем сложеница, деривата, итд.

### Морфологија базирана на речима
Ова теорија третира парадигму као централну појаву. Уместо да примењује како су речи комбинације морфема или облици речи генерисани, морфологија базирана на речима примећује генерализације које држе заједно облике променљиве парадигме. Главна чињеница из овог приступа је да многе од тих генерализација није могуће приметити без примене остала два приступа. Примери се често наводе из физионих језика, где дато “парче” речи, које би се по првој теорији звало флективна морфема, одговара комбинацији граматичких категорија, нпр., “треће лице множине”.
Теорија базирана на морфемама нема проблема са овом ситуацијом, јер каже да дата морфема има две категорије. Друга теорија, би с друге стране, често посустала у оваквим случајевима, јер често претпоставља да је овде реч од два различита правила; једно за треће лице, друго за плурал, али се разлика међу њима показала вештачком. Реч –и- парадигма приступ третира као целе речи које се односе једна на другу правилима аналогије. Речи се могу категоризовати у зависности од шеме у којој се уклапају. Ово се да применити и на постојеће и на нове речи. Примена шеме различита од оно која се историјски користила може дати “степен више” новој речи, као што older замењује elder (јер први прати регуларно грађење компаратива) и cows замењује kine (јер је прво регуларни облик множине). Док реч –и- парадигма приступ лако објашњава ово, други приступи имају потешкоће са оваквим феноменима.

## Морфолошка типологија
У 19. веку, филолози су предложили нову класификацију језика према њиховој морфологији. Према овој типологији неки језици су “изолативни”, немају или имају мало морфологије; други су “аглутинативни” и њихове речи теже томе да имају више лако-издвојивих морфема; док су остали флективни или фузиони, јер њихове флективне морфеме се често удружују (фузија). Ово води једној комплексној морфеми која носи више “парчета” информација. Класичан пример “изолативних” језика је кинески; класичан пример “аглутинативних” језика је турски; латински и грчки су пример фузионих језика.
Узимајући у обзир различитост светских језика постаје јасно да ова класификација не може одговарати сваком. Три модела морфологије изгледа да покушавају да анализирају језике тако да више или мање одговарају различитим категоријама у овој типологији. Јединица -и- склоп приступу природно одговарају аглутинативним језицима, док јединица -и- процес и реч -и- парадигма одговарају фузионим језицима.
Имајте на уму да класична типологија скоро увек се да применити на флективну морфологију. Мало је фузија које иду са деривацијом. Језици могу бити класификовани и као синтетички или аналитички у зависности од начина изражавања који нису у вези са флективним: било користећи деривацију (синтетички), или користећи синтаксичке фразе (аналитички).